# Tachibana no Moroe
Tachibana no Moroe (橘 諸兄, , 684 - 757)  foi um Príncipe Imperial, membro da Corte do Imperador Shōmu e da Imperatriz Koken no período Nara da história do Japão.

## Vida
Moroe foi filho do Príncipe Minu e de Agata no Inukai no Tachibana.
O clã Tachibana descendia de um ramo imperial do período Asuka.
Um de seus filhos foi  Tachibana no Naramaro.

## Carreira
Em 738 (primeiro mês do décimo ano de Tenpyō) Moroe foi nomeado Udaijin (Ministro da Direita). 
Em 740 (no 12º ano de Tenpyō) Moroe lidera a facção que quer tirar os Fujiwara do poder, entra em atrito com Fujiwara no Hirotsugu que acaba organizando uma revolta.
Em 742 (no 14º ano de Tenpyō) o Imperador Shōmu mandou Moroe para o Santuário de Ise para transmitir seu agradecimento ao kami.
Em 743 (no 15º ano de Tenpyō) Moroe foi nomeado Sadaijin (Ministro da Esquerda).
Em 756 (no segundo mês do 8º ano de Tenpyō-Shōhō) a Imperatriz Koken é informada de que o Sadaijin Moroe participara da revolta organizado por Naramaro contra Fujiwara no Nakamaro, mas ela se recusa a creditar no rumor; no entanto, Moroe pede demissão e se afasta de todos os cargos públicos.
Em 757 (no primeiro ano de Tenpyō-Hoji): Moroe morre aos 73 anos.